# Бруси (Мядельський район)
Бруси (біл. вёска Брусы) — село в складі Мядельського району Мінської області, Білорусь. Село підпорядковане Сватківській сільській раді, розташоване в північній частині області.